# Старе Раково
Старе Раково (пол. Stare Rakowo) — село в Польщі, у гміні Малий Плоцьк Кольненського повіту Підляського воєводства.
Населення — 135 осіб (2011).
У 1975-1998 роках село належало до Ломжинського воєводства.

## Демографія
Демографічна структура станом на 31 березня 2011 року:
|          | Загалом | Допрацездатний вік | Працездатний вік | Постпрацездатний вік |
| -------- | ------- | ------------------ | ---------------- | -------------------- |
| Чоловіки | 74      | 16                 | 47               | 11                   |
| Жінки    | 61      | 10                 | 37               | 14                   |
| Разом    | 135     | 26                 | 84               | 25                   |